# Ärende
Ärende är vad som i juridiska sammanhang handläggs av myndigheter och i vissa fall av domstolar. Förvaltningsmyndigheter i Sverige tillämpar förvaltningslagen (1986:223), vilken även tillämpas av domstolar i vissa ärenden, såsom vid anställning. Lagen (1996:242) om domstolsärenden används av allmänna domstolar när bestämmelserna i Rättegångsbalken inte används; det kan röra enklare frågor där huvudförhandling inte behövs, såsom adoption, bodelning, god man eller förvaltarskap. Vid handläggningen av ett ärende består tingsrätten av en lagfaren domare.
Den som vill inleda ett ärende vid tingsrätt genom anmälan, ansökan, överklagande eller på annat sätt ska göra detta skriftligen.
En enskild parts första skrivelse till tingsrätten ska innehålla uppgifter om partens
1. namn, yrke och personnummer eller organisationsnummer,
2. postadress och adress till arbetsplats samt i förekommande fall annan adress där parten kan anträffas för delgivning,
3. telefonnummer till bostaden och arbetsplatsen, med undantag för nummer som avser ett hemligt telefonabonnemang som behöver uppges endast om tingsrätten begär det, och
4. förhållanden i övrigt av betydelse för delgivning med parten.[5]

En ansökan skall innehålla uppgifter om
1. det som yrkas,
2. de omständigheter som åberopas till stöd för yrkandet och
3. de bevis som åberopas och det som skall styrkas med varje särskilt bevis.[6]

Skriftliga bevis skall ges in samtidigt med ansökan. 
Ett överklagande ska innehålla uppgifter om
1. det beslut som överklagas,
2. i vilken del beslutet överklagas och den ändring i beslutet som yrkas,
3. grunderna för överklagandet och i vilket avseende skälen för beslutet enligt klagandens mening är oriktiga och
4. de bevis som åberopas och det som skall styrkas med varje särskilt bevis.[7]

Skriftliga bevis skall ges in samtidigt med överklagandet. 
Om en enskild överklagar en förvaltningsmyndighets beslut, är förvaltningsmyndigheten motpart till den enskilde sedan handlingarna i ärendet överlämnats till domstolen.
Domstolen ska se till att ärendet blir så utrett som dess beskaffenhet kräver och att inget onödigt dras in i ärendet.
Förfarandet hos domstolen är skriftligt.
En domstol som ska pröva ett överklagande får besluta om inhibition tills vidare rörande saken.
Av ett beslut genom vilket domstolen avgör ärendet ska de skäl som bestämt utgången framgå, om beslutet går någon part emot.
Det beslut genom vilket domstolen avgör ärendet, ska sändas till parterna samma dag som beslutet meddelas eller, om beslutet meddelas vid ett sammanträde, inom en vecka från sammanträdet. Om det finns en skiljaktig mening ska den bifogas.
Justitiekanslern (JK), kan ingripa, vilket framgår av detta yttrande.
Ett förvaltningsärende kan handläggas enligt denna schematiska bild.
Ärende har i svenska språket betydelse av olika pågående aktiviteter inom en myndighet eller organisation när något handläggs. Även privatpersoner har ärenden till exempel kan någon ha "ärende till posten".

## Fotnoter
1. ↑  ”Arkiverade kopian”. Arkiverad från originalet den 3 maj 2008. https://web.archive.org/web/20080503055828/http://www.lagen.nu/1996:242. Läst 13 maj 2009.
2. ↑  ”Arkiverade kopian”. Arkiverad från originalet den 11 juni 2008. https://web.archive.org/web/20080611140423/http://lagen.nu/1986:223#. Läst 13 maj 2009.
3. ↑  ”Arkiverade kopian”. Arkiverad från originalet den 3 maj 2008. https://web.archive.org/web/20080503055828/http://www.lagen.nu/1996:242#P3. Läst 13 maj 2009.
4. ↑  ”Arkiverade kopian”. Arkiverad från originalet den 3 maj 2008. https://web.archive.org/web/20080503055828/http://www.lagen.nu/1996:242#P4. Läst 13 maj 2009.
5. ↑  ”Arkiverade kopian”. Arkiverad från originalet den 3 maj 2008. https://web.archive.org/web/20080503055828/http://www.lagen.nu/1996:242#P5. Läst 13 maj 2009.
6. ↑  ”Arkiverade kopian”. Arkiverad från originalet den 3 maj 2008. https://web.archive.org/web/20080503055828/http://www.lagen.nu/1996:242#P6. Läst 13 maj 2009.
7. ↑  ”Arkiverade kopian”. Arkiverad från originalet den 3 maj 2008. https://web.archive.org/web/20080503055828/http://www.lagen.nu/1996:242#P7. Läst 13 maj 2009.
8. ↑  ”Arkiverade kopian”. Arkiverad från originalet den 3 maj 2008. https://web.archive.org/web/20080503055828/http://www.lagen.nu/1996:242#P11. Läst 13 maj 2009.
9. ↑  ”Arkiverade kopian”. Arkiverad från originalet den 3 maj 2008. https://web.archive.org/web/20080503055828/http://www.lagen.nu/1996:242#P12. Läst 13 maj 2009.
10. ↑  ”Arkiverade kopian”. Arkiverad från originalet den 3 maj 2008. https://web.archive.org/web/20080503055828/http://www.lagen.nu/1996:242#P13. Läst 13 maj 2009.
11. ↑  ”Arkiverade kopian”. Arkiverad från originalet den 3 maj 2008. https://web.archive.org/web/20080503055828/http://www.lagen.nu/1996:242#P26. Läst 13 maj 2009.
12. ↑  ”Arkiverade kopian”. Arkiverad från originalet den 3 maj 2008. https://web.archive.org/web/20080503055828/http://www.lagen.nu/1996:242#P28. Läst 13 maj 2009.
13. ↑  ”Arkiverade kopian”. Arkiverad från originalet den 3 maj 2008. https://web.archive.org/web/20080503055828/http://www.lagen.nu/1996:242#P29. Läst 13 maj 2009.
14. ↑  ”Arkiverade kopian”. Arkiverad från originalet den 25 maj 2012. https://archive.is/20120525214005/http://www.jo.se/Page.aspx?Id=1899&Language=sv&MainMenuId=106&MenuId=106&ObjectClass=DynamX_SFS_Decision. Läst 14 maj 2009.
15. ↑  ”Arkiverade kopian”. Arkiverad från originalet den 17 december 2007. https://web.archive.org/web/20071217031649/http://forvaltningskunskap.nu/forvaltningslagen/02_handlaggning.htm. Läst 14 maj 2009.